# Championnats du Canada de VTT
Les championnats du Canada de vélo tout terrain sont des compétitions ouvertes aux coureurs de nationalité canadienne.

## Palmarès masculin

### Cross-country

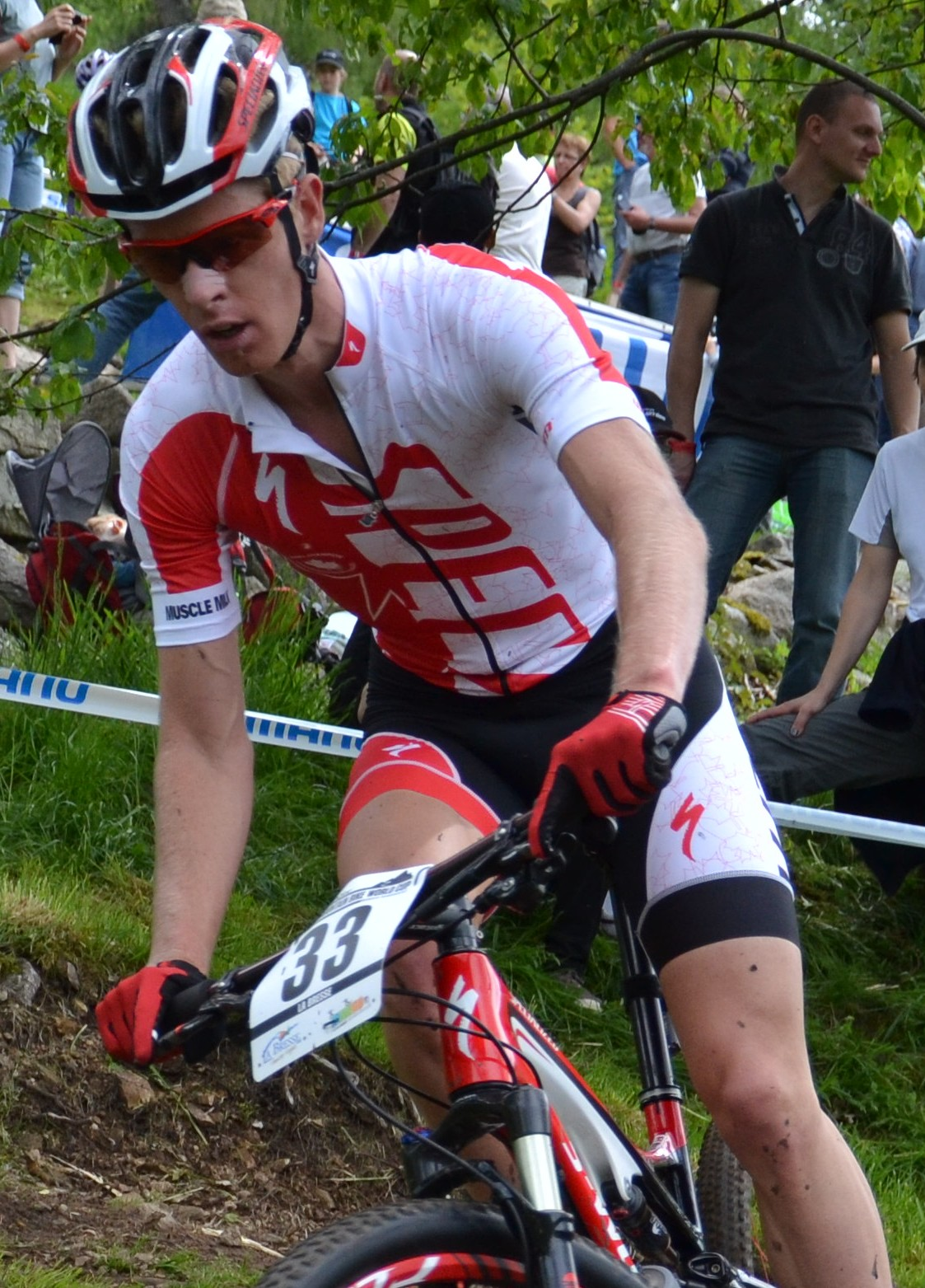
Max Plaxton, avec le maillot de champion du Canada en 2012

| Année | Or               | Argent             | Bronze             |
| ----- | ---------------- | ------------------ | ------------------ |
| 1996  | Martin Vale      |                    |                    |
| 1997  | Andreas Hestler  |                    |                    |
| 1998  | Roland Green     |                    |                    |
| 1999  | Eric Tourville   |                    |                    |
| 2003  | Roland Green     | Ryder Hesjedal     | Geoff Kabush       |
| 2004  | Ricky Federau    | Peter Wedge        | Andrew Kyle        |
| 2005  | Geoff Kabush     | Roland Green       | Ricky Federau      |
| 2006  | Geoff Kabush     | Ricky Federau      | Neal Kindree       |
| 2007  | Geoff Kabush     | Max Plaxton        | Derek Zandstra     |
| 2008  | Geoff Kabush     | Derek Zandstra     | Mathieu Toulouse   |
| 2009  | Geoff Kabush     | Max Plaxton        | Derek Zandstra     |
| 2010  | Geoff Kabush     | Max Plaxton        | Derek Zandstra     |
| 2011  | Max Plaxton      | Geoff Kabush       | Derek Zandstra     |
| 2012  | Max Plaxton      | Geoff Kabush       | Derek Zandstra     |
| 2013  | Derek Zandstra   | Geoff Kabush       | Max Plaxton        |
| 2014  | Geoff Kabush     | Derek Zandstra     | Raphaël Gagné      |
| 2015  | Raphaël Gagné    | Léandre Bouchard   | Evan McNeely       |
| 2016  | Derek Zandstra   | Léandre Bouchard   | Geoff Kabush       |
| 2017  | Peter Disera     | Raphaël Gagné      | Léandre Bouchard   |
| 2018  | Peter Disera     | Raphaël Gagné      | Léandre Bouchard   |
| 2019  | Peter Disera     | Léandre Bouchard   | Marc André Fortier |
| 2021  | Léandre Bouchard | Marc André Fortier | Tyler Orschel      |
| 2022  | Peter Disera     | Tyler Orschel      | Quinton Disera     |
| 2023  | Carter Woods     | Léandre Bouchard   | Sean Fincham       |
| 2024  | Léandre Bouchard | Carter Woods       | Logan Sadesky      |

### Marathon
| Année | Or                 | Argent             | Bronze                    |
| ----- | ------------------ | ------------------ | ------------------------- |
| 2012  | Antoine Caron      | Jamie Lamb         | Kris Sneddon              |
| 2013  | Cory Wallace       | Kris Sneddon       | Jamie Lamb                |
| 2014  | Cory Wallace       | Kris Sneddon       | Geoff Kabush              |
| 2015  | Cory Wallace       | Kris Sneddon       | Jamie Lamb                |
| 2016  | Geoff Kabush       | Cory Wallace       | Jeremy Martin             |
| 2017  | Alexandre Vialle   | Cory Wallace       | Marc-Andre Daigle         |
| 2018  | Alexandre Vialle   | Cory Wallace       | Felix Belhumeur           |
| 2019  | Leandre Bouchard   | Cory Wallace       | Mathieu Belanger Barrette |
| 2023  | Andrew L'Esperance | Malcolm Barton     | Cory Wallace              |
| 2024  | Sean Fincham       | Andrew L'Esperance | Tyler Orschel             |

### Descente
| Année | Or              | Argent          | Bronze                 |
| ----- | --------------- | --------------- | ---------------------- |
| 1996  | Andrew Shandro  |                 |                        |
| 1997  | Eric Cseff      |                 |                        |
| 1998  | Mike Hirst      |                 |                        |
| 1999  | David Watson    |                 |                        |
| 2007  | Luke Kitzanuk   | Steve Chan      | Hans Lambert           |
| 2008  | Andrew Mitchell | Justin Brown    | Charles-Alexandre Dubé |
| 2009  | Hans Lambert    | Simon Garstin   | Dean Tennant           |
| 2010  | Andrew Mitchell | Jamie Biluk     | Dean Tennant           |
| 2011  | Kyle Sangers    | Andrew Mitchell | Chris Del Bosco        |
| 2013  | Steve Smith     | Kyle Sangers    | Sidney Slotegraaf      |
| 2014  | Steve Smith     | Kyle Sangers    | Remi Gauvin            |
| 2016  | Kirk McDowall   | Mark Wallace    | Finn Iles              |
| 2017  | Kirk McDowall   | Mark Wallace    | Magnus Manson          |
| 2018  | Magnus Manson   | Hugo Langevin   | Mark Wallace           |
| 2019  | Finn Iles       | Kirk McDowall   | Magnus Manson          |
| 2021  | Finn Iles       | Mark Wallace    | Jackson Goldstone      |
| 2022  | Gabriel Neron   | Lucas Cruz      | Tegan Cruz             |
| 2023  | Brock Hawes     | Lucas Cruz      | Mark Wallace           |
| 2024  | Jakob Jewett    | Kasper Woolley  | Johnathan Helly        |

## Palmarès féminin

### Cross-country
| Année | Or                   | Argent               | Bronze               |
| ----- | -------------------- | -------------------- | -------------------- |
| 1994  | Alison Sydor         |                      |                      |
| 1995  | Alison Sydor         |                      |                      |
| 1996  | Alison Sydor         |                      |                      |
| 1997  | Alison Sydor         | Lesley Tomlinson     | Christina Redden     |
| 1998  | Alison Sydor         | Christina Redden     | Amber Wilson-Chorney |
| 1999  | Christina Redden     | Lesley Tomlinson     | Melanie Dorion       |
| 2000  | Christina Redden     | Amber Wilson-Chorney | Patricia Sinclair    |
| 2001  | Alison Sydor         | Kiara Bisaro         | Christina Redden     |
| 2002  | Alison Sydor         | Marie-Hélène Prémont | Kiara Bisaro         |
| 2003  | Marie-Hélène Prémont | Christina Redden     | Alison Sydor         |
| 2004  | Marie-Hélène Prémont | Christina Redden     | Karen Dewolfe        |
| 2005  | Marie-Hélène Prémont | Alison Sydor         | Kiara Bisaro         |
| 2006  | Marie-Hélène Prémont | Alison Sydor         | Kiara Bisaro         |
| 2007  | Marie-Hélène Prémont | Catharine Pendrel    | Kiara Bisaro         |
| 2008  | Marie-Hélène Prémont | Catharine Pendrel    | Wendy Simms          |
| 2009  | Catharine Pendrel    | Marie-Hélène Prémont | Amanda Sin           |
| 2010  | Catharine Pendrel    | Amanda Sin           | Mical Dyck           |
| 2011  | Catharine Pendrel    | Marie-Hélène Prémont | Emily Batty          |
| 2012  | Catharine Pendrel    | Marie-Hélène Prémont | Emily Batty          |
| 2013  | Emily Batty          | Sandra Walter        | Amanda Sin           |
| 2014  | Catharine Pendrel    | Emily Batty          | Sandra Walter        |
| 2015  | Catharine Pendrel    | Emily Batty          | Sandra Walter        |
| 2016  | Emily Batty          | Sandra Walter        | Cindy Montambault    |
| 2017  | Emily Batty          | Catharine Pendrel    | Haley Smith          |
| 2018  | Emily Batty          | Sandra Walter        | Haley Smith          |
| 2019  | Emily Batty          | Catharine Pendrel    | Sandra Walter        |
| 2021  | Jennifer Jackson     | Laurie Arseneault    | Sandra Walter        |
| 2022  | Emily Batty          | Laurie Arseneault    | Jennifer Jackson     |
| 2023  | Jennifer Jackson     | Haley Smith          | Sandra Walter        |
| 2024  | Jennifer Jackson     | Emilly Johnston      | Sandra Walter        |

### Marathon
| Année | Or                   | Argent            | Bronze              |
| ----- | -------------------- | ----------------- | ------------------- |
| 2012  | Marie-Hélène Prémont | Heather Gray      | Kaarin Tae          |
| 2013  | Kaarin Tae           | Heather Gray      | Laurence Harvey     |
| 2014  | Sandra Walter        | Amanda Sin        | Jean Ann Berkenpas  |
| 2015  | Heather Gray         | Katelyn Button    | Elyse Nieuwold      |
| 2016  | Elyse Nieuwold       | Maghalie Rochette | Caroline Villeneuve |
| 2017  | Elyse Nieuwold       | Heather Gray      | Caroline Villeneuve |
| 2018  | Heather Gray         | Stephanie Collard | Nadia Lecompte      |
| 2019  | Caroline Villeneuve  | Chloe Cross       | Amelie Simard       |
| 2023  | Haley Smith          | Ruby West         | Hannah Simms        |
| 2024  | Jennifer Jackson     | Laurie Arseneault | Haley Smith         |

### Descente
| Année | Or                | Argent           | Bronze                   |
| ----- | ----------------- | ---------------- | ------------------------ |
| 1996  | Elladee Brown     |                  |                          |
| 1997  | Daamiann Skelton  |                  |                          |
| 1998  | Lorraine Blancher |                  |                          |
| 1999  | Tera Meade        |                  |                          |
| 2002  | Sylvie Allen      | Claire Buchar    | Michelle Dumeresq        |
| 2007  | Micayla Gatto     | Claire Buchar    | Katrina Strand           |
| 2008  | Sheila Morris     | Micayla Gatto    | Marie-Eve Marcotte       |
| 2009  | Claire Buchar     | Rebecca McQueen  | Danice Uyesugi           |
| 2010  | Micayla Gatto     | Miranda Miller   | Casey Brown              |
| 2011  | Claire Buchar     | Casey Brown      | Miranda Miller           |
| 2013  | Micayla Gatto     | Lauren Rosser    | Miranda Miller           |
| 2014  | Vaea Verbeeck     | Casey Brown      | Jaime Hill               |
| 2015  | Miranda Miller    | Claire Buchar    | Michelle Griffiths       |
| 2016  | Miranda Miller    | Georgia Astle    | Claire Buchar            |
| 2017  | Miranda Miller    | Vaea Verbeeck    | Georgia Astle            |
| 2018  | Vaea Verbeeck     | Miranda Miller   | Georgia Astle            |
| 2019  | Vaea Verbeeck     | Georgia Astle    | Miranda Miller           |
| 2021  | Casey Brown       | Miranda Miller   | Georgia Astle            |
| 2022  | Gracey Hemstreet  | Emmy Lan         | Joy Attalla              |
| 2023  | Bailey Goldstone  | Joy Attalla      | Emmy Lan                 |
| 2024  | Emmy Lan          | Gracey Hemstreet | Andreane Lanthier-Nadeau |